# قرار مجلس الأمن التابع للأمم المتحدة رقم 1382
قرار مجلس الأمن التابع للأمم المتحدة رقم 1382، المتخذ بالإجماع في 29 تشرين الثاني / نوفمبر 2001، بعد الإشارة إلى جميع القرارات السابقة بشأن العراق، بما في ذلك القرارات 986 (1995) و1284 (1999) و1352 (2001) و1360 (2001) بشأن برنامج النفط مقابل الغذاء، مدد المجلس الأحكام المتعلقة بتصدير النفط العراقي أو المنتجات النفطية مقابل مساعدات إنسانية لمدة 180 يوما أخرى.
كان مجلس الأمن مقتنعا بضرورة اتخاذ إجراء مؤقت لتقديم المساعدة الإنسانية للشعب العراقي حتى تنفذ الحكومة العراقية أحكام القرار 687 (1991) وتوزع المساعدات في جميع أنحاء البلاد بالتساوي
بموجب الفصل السابع من ميثاق الأمم المتحدة، مدد المجلس برنامج النفط مقابل الغذاء لمدة 180 يومًا بدءًا من الساعة 00:01 بتوقيت شرق الولايات المتحدة في 1 ديسمبر 2001. وأكد من جديد التزام جميع البلدان بحظر توريد الأسلحة إلى العراق والموارد الأخرى التي لم يأذن بها المجلس. كما شدد على ضرورة تعاون العراق مع قرارات مجلس الأمن السابقة وضرورة التوصل إلى تسوية شاملة على أساس تلك القرارات. كما ناشد القرار جميع الدول التعاون في تقديم الطلبات وإصدار تراخيص التصدير حتى تصل المساعدات الإنسانية إلى الشعب العراقي في أسرع وقت ممكن.
بالإضافة إلى ذلك، بموجب القرار 1382، اعتمد المجلس قائمة مقترحة لمراجعة البضائع (الواردة في الملحق الأول من القرار) للتنفيذ اعتبارًا من 30 مايو 2002. وستخضع البنود المدرجة في القائمة للإجراءات الواردة في المرفق الثاني للقرار وموافقة لجنة العقوبات ولجنة الأمم المتحدة للرصد والتحقق والتفتيش بعد إجراء تقييم بأن هذه السلع لن تستخدم لأغراض عسكرية.
يمثل اعتماد القرار مواءمة أوثق للسياسة الروسية تجاه الولايات المتحدة بعد أن تعهدت الأخيرة بمراجعة العقوبات المفروضة على العراق.

## روابط خارجية
- نص القرار في undocs.org